# Osiedle wiejskie (Rosja)
Osiedle wiejskie (ros. сельское поселение, sielskoje posielenije) – jednostka samorządowa i terytorialna Federacji Rosyjskiej. 
Jest to jeden z ośmiu rodzajów jednostek komunalnych Federacji Rosyjskiej, w granicach których znajduje się jedno lub więcej połączonych wspólnym terytorium zamieszkałych osad (osiedli, wiosek, chutorów i innych miejscowości o charakterze wiejskim), w których samorząd lokalny jest sprawowany przez mieszkańców bezpośrednio i/lub za pośrednictwem wybranych i innych organów samorządów lokalnych. 

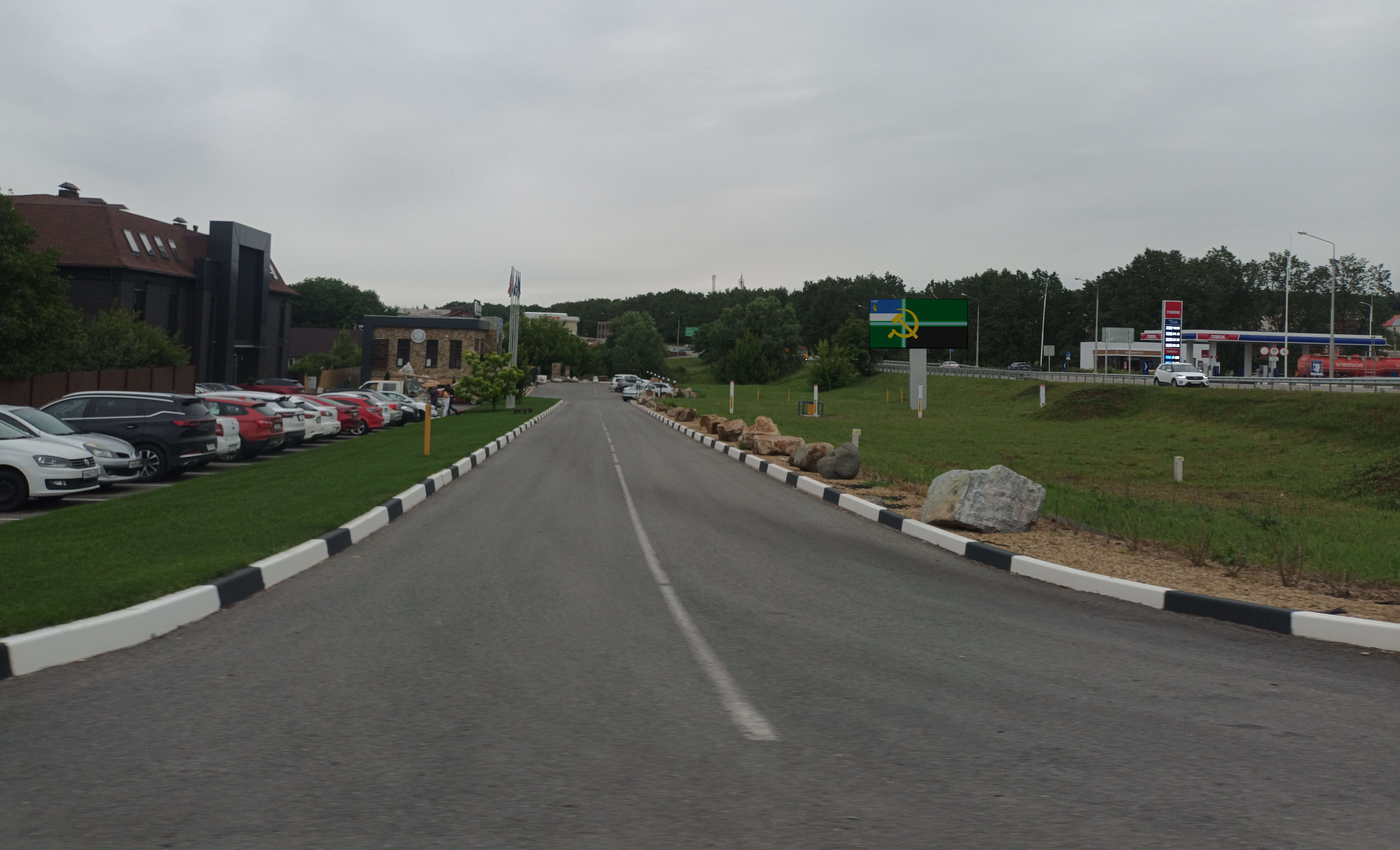
Przykład osady wiejskiej. Zdjęcie z osady wiejskiej Tawrowski

Osiedle wiejskie odpowiada radzie wiejskiej (ros. сельсовет: sielsowiet) czasów radzieckich i okresu przedradzieckiego.
Osiedla wiejskie są częścią rejonów komunalnych (ros. муниципальных районов).
1 stycznia 2016 było 17 927 takich osiedli (i 250 na nielegalnie anektowanym Krymie).
Określenie "osiedle wiejskie" jako polski odpowiednik rosyjskiego "сельское поселение" posiada umocowanie w Bibliotece Sejmowej w oficjalnym tłumaczeniu na język polski Konstytucji Federacji Rosyjskiej z 1993 (przed poprawkami), gdzie fragment "Статья 131: 1. Местное самоуправление осуществляется в городских, сельских поселениях /.../" tłumaczony jest "Artykuł 131: 1. Samorząd terytorialny funkcjonuje w osiedlach miejskich i wiejskich /.../" 